# 리디아 허스트
리디아 허스트(Lydia Hearst, 1984년 9월 19일 ~ )는 미국의 배우, 모델이다.

## 출연 작품
- #호러(영어판) (2015)
- 헌팅 오브 힐하우스 (The Haunting of Sharon Tate) (2019년) : 아비게일 폴저 역